# Grand pont et moyen pont des Morts
Pour les articles homonymes, voir Grand Pont.
Le grand pont des Morts et le moyen pont des Morts sont deux ponts historiques de Metz. Construits en enfilade, ils relient les îles de Chambière et du Fort-Moselle aux quartiers centraux de la ville.

## Grand pont des Morts
Le grand pont des Morts est un pont en pierre de taille. Achevé en 1343, il a été restauré au XVIIIe siècle et élargi en 1845 et 1847. C’est le plus long des deux ponts. On l’appelle pont des Morts à la suite d'une charte d’un évêque de Metz datant du 8 mars 1222 qui établit que toute personne venant à décéder devait donner son meilleur habit à l’hôpital Saint-Nicolas, qui avait construit le pont et devait l’entretenir. Cette explication est contestée : certains prétendent que le pont en bois portait déjà le même nom.
Les criminels condamnés à la noyade étaient précipités dans la Moselle depuis ce pont.
Historique de la construction :
- avant 1267 : construction d’un pont en bois ;
- 1282 : le maître-échevin décide la construction du pont en pierre ;
- 1343 : achèvement du pont en pierre composé de quinze arches ;
- 1422-1513 : addition de deux arches à cause de l’érosion due à la rivière en rive gauche ;
- 1552 : Metz est annexée de fait par la France ;
- 1583 : la ville de Metz commence à percevoir l’impôt sur l’habit des morts ;
- 1648 : Traités de Westphalie : L'annexion de Metz par la France est reconnue par l' Empire ;
- 1769-1776 : construction d’un radier général et réparation des arches et des piles ;
- 1813-1847 : restauration complète et élargissement de quatre mètres, suppression de deux arches en rive droite ;
- 1871 : Metz re-devient Allemande : le nom du pont est germanisé :  Totenbrücke ;
- 1918 : Metz re-devient Française, le nom du Pont est re-francisé ;
- 1940 : Metz re-devient Allemande , le nom du Pont est re-germanisé ;
- novembre 1944 : destruction de deux arches en rive gauche par l’armée allemande pour retarder la marche de l'armée Américaine;
- 1944 : 21 novembre : Metz re-devient Française , le nom du Pont est re-francisé ;
- 1945 : une passerelle en bois remplace les arches du moyen pont détruites[1] ;
- 1955-1957 : reconstruction des deux arches détruites ;
- 1985-1986 : consolidation des fondations par injection de ciment, reconstruction d’un radier général et protection par enrochements[2].

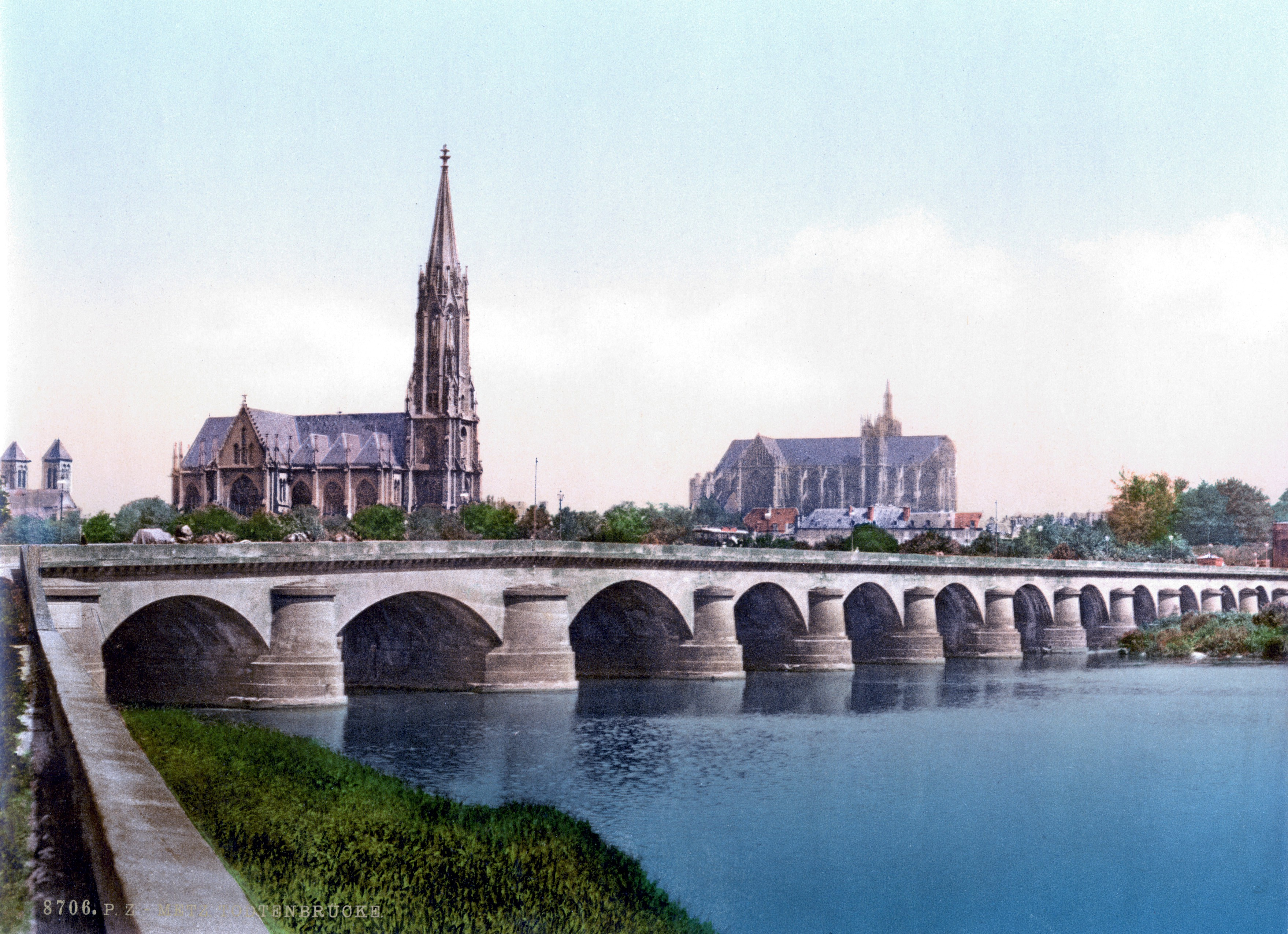
Grand pont des Morts vers 1900 (carte postale ancienne).
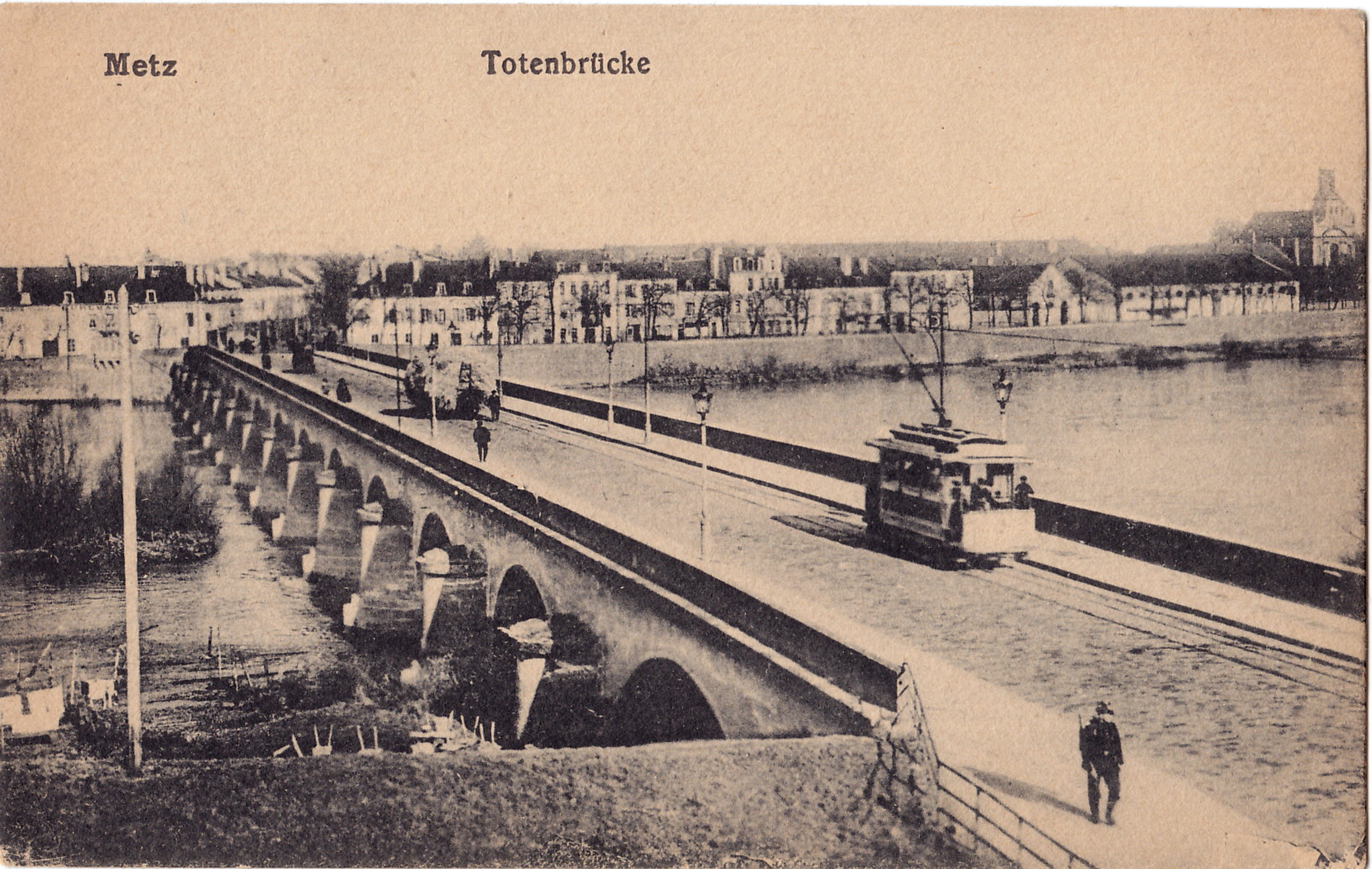
Une rame du tramway de Metz sur le Totenbrücke, du temps de l'administration allemande.
Le blason de l'ancien village de Devant-les-Ponts figurant vraisemblablement le pont des Morts.

## Moyen pont des Morts
Le moyen pont des Morts souvent abrégé en Moyen Pont est un pont fortifié situé dans le prolongement du grand pont des Morts. Il est construit entre 1282 et 1313. Il était à l’origine protégé par un château bâti vers le IXe siècle, restauré au XVe siècle puis démoli vers 1740. Le pont est transformé en 1336. Il est en partie détruit en 1862 et sera entièrement restauré et élargi. Les premières arches sont entièrement détruites à la dynamite en novembre 1944 (comme tous les ponts de Metz) lors du retrait de l'armée allemande. Une passerelle en bois les remplace temporairement en 1945 avant leur reconstruction entre 1955 et 1957.
Sous la première arche, se trouve toujours l’ouverture qui permettait de faire descendre les grilles qui fermaient l’accès de la ville par la rivière. Le soubassement d’une tour crénelée du XVe siècle, et qui n’existe plus de nos jours, est encore visible à l’extrémité du pont. Au XVIIIe siècle, elle contenait dans sa partie basse une fabrique de fil de fer, une scierie puis au XIXe siècle des bains publics. L’édifice est rasé en 1934 à la suite de l’effondrement d’une partie des murs.
En 2012, débutent des travaux consistant son élargissement vers l'amont, en raison de la mise en place du réseau Mettis.

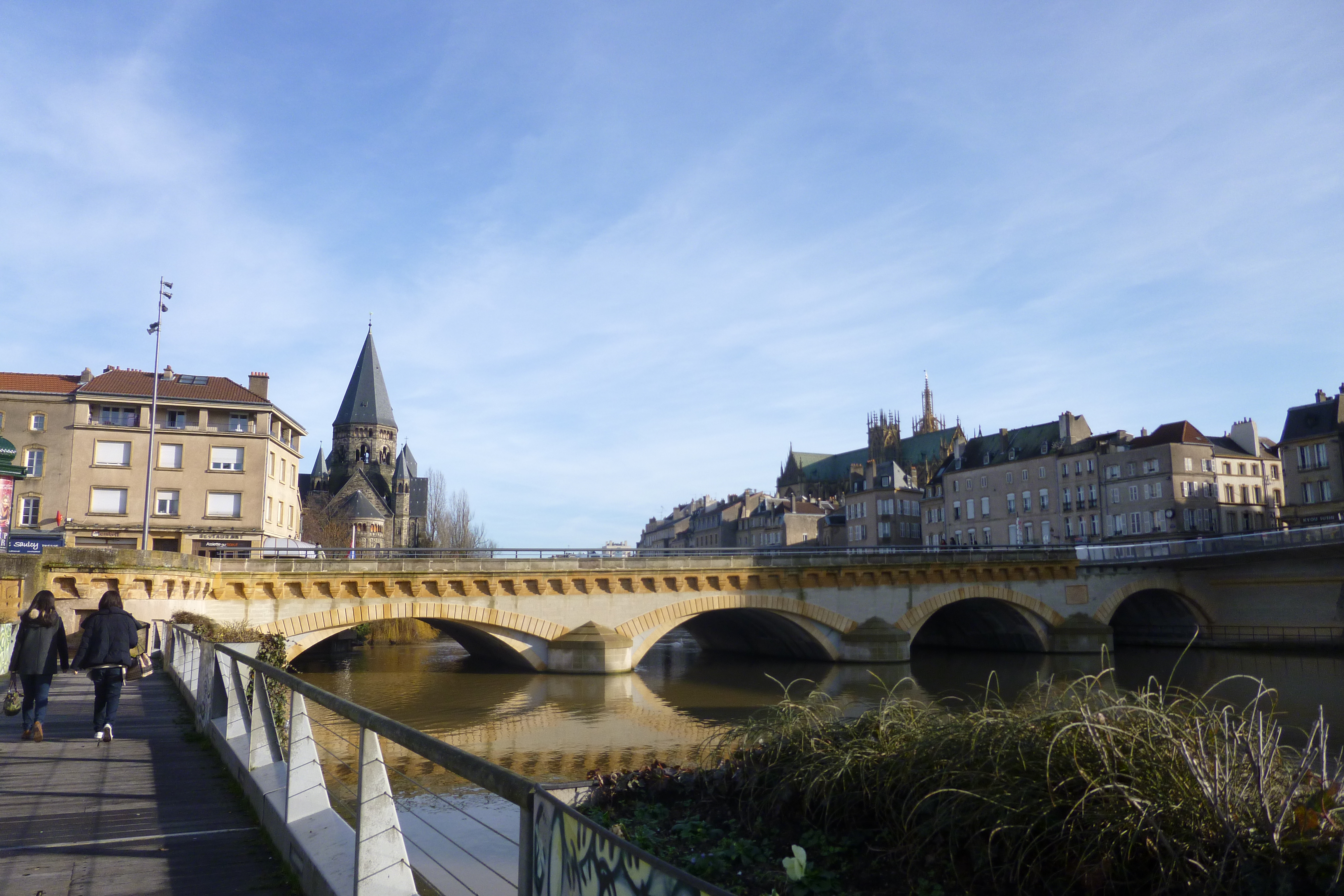
Le Moyen-Pont en 2014 après réfection et élargissement.
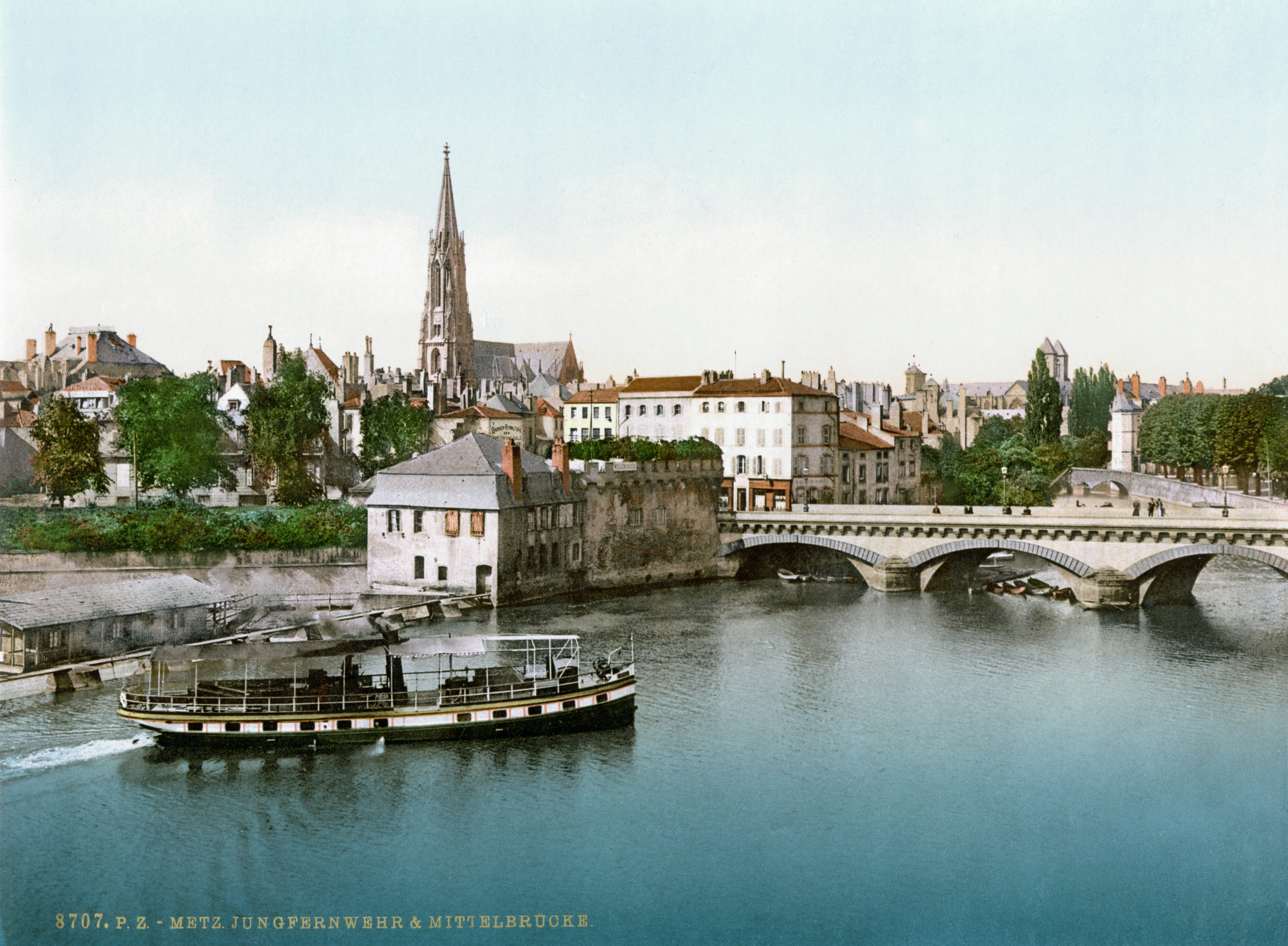
Moyen Pont vers 1900. Carte postale ancienne.
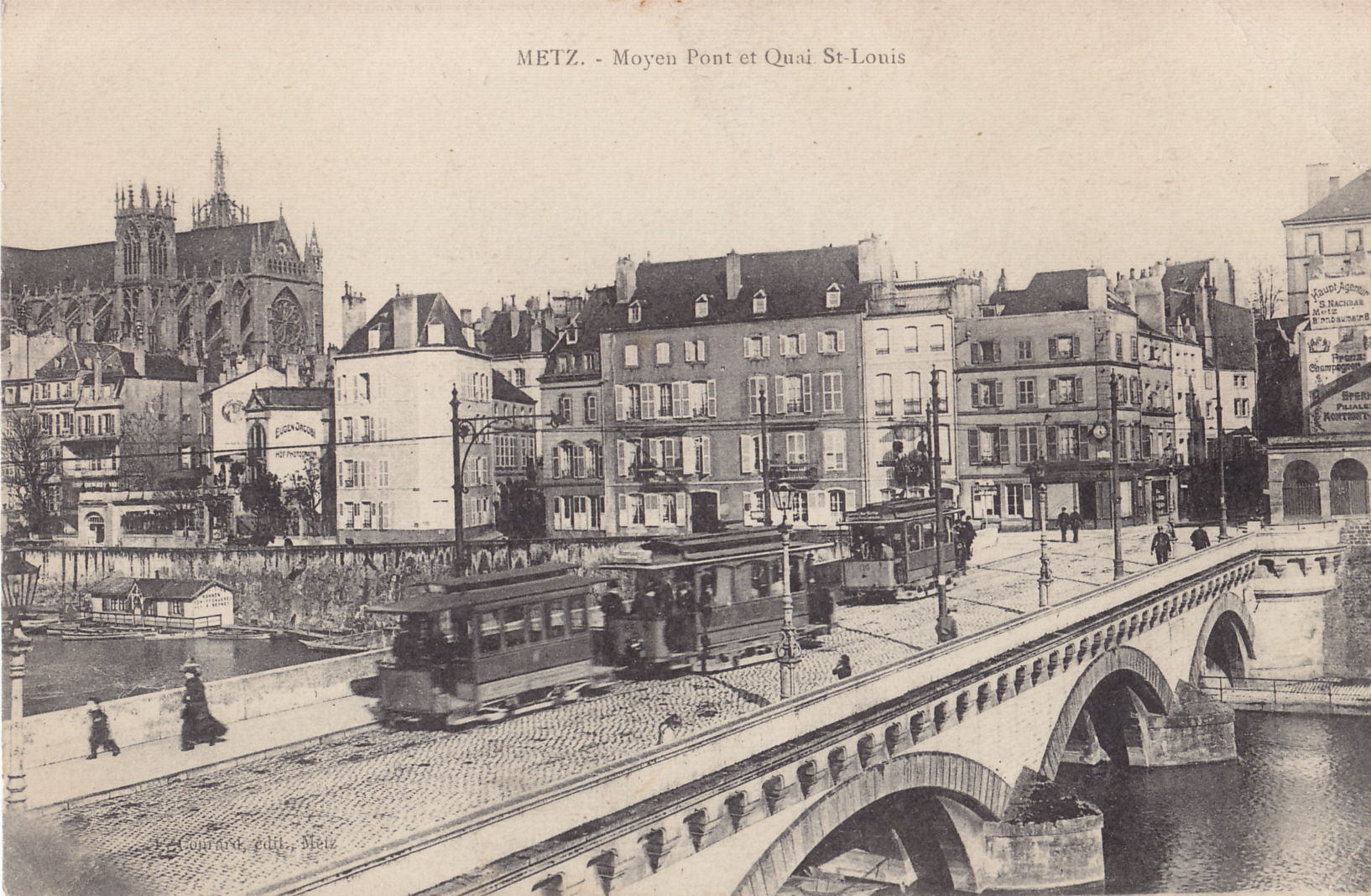
Le moyen pont et ses tramways, vers 1920.

## Procédé constructif
Les deux ponts sont construits d’après un procédé romain de voûte à arceaux espacés servant au coffrage.